# Уейк
Уейк (на английски: Wake Island) е коралов атол от Малките далечни острови на САЩ, намиращ се в Микронезия (северната част на Тихия океан), между Марианските и Хавайските острови.
Република Маршалови острови претендира за владение на острова.
Използва се за целите на стратегическата и противоракетна отбрана като достъпът до тях е ограничен предимно за хора от въоръжените сили на САЩ.

## География
Състои се от 3 острова – Уейк, Пийл и Уилкс, с обща площ 6,5 км², брегова ивица от 19,3 км; най-високата надморска височина е 7 м. Островите са притежание на САЩ от 1899 г. и са под контрола на Министерството на вътрешните работи.
Климатът на атола е тропически, сух и пасатен. Валежите са около 1000 мм на година. Няма източници на прясна вода. За нуждите на военната база е изградена водосборна и опреснителна инсталация. Пясъчната почва на острова е неплодородна. Растителността е бедна, а единственият вид нелетящи птици са били унищожени от японците през Втората световна война, тъй като в края на войната тези птици за тях са били единственият източник за прехрана.

## История
Атолът е открит на 20 октомври 1568 г. от испанския пътешественик Алаваро де Менданя де Нейра. Островът бил необитаем и не представлявайки никаква ценност в онези години, бил забравен. През 1796 г. атолът е преоткрит от английския капитан У. Уейк. През декември 1840 г. е изследван от американска експедиция с военен кораб под командването на лейтенант Чарлз Уилкс. Констатирано е отсъствието на прясна вода и растителност освен храсти. Едва през януари 1899 г. атолът като ничия територия е анексиран от САЩ. Построена е станция с кабелна връзка. През 1935 г. е построен аеродрум за междинни полети между САЩ и Филипините. За обслужване на летището компанията Pan American Airways построява първото малко селище на острова с името ПААвил. През 1940 г. започва строителството на американска военна база. През 1941 г. са докарани 12 самолета изтребители, батальон от морски пехотинци и артилерийски оръдия с калибър 127 мм. Военнослужещите били около 500 и още към 1200 души цивилни – технически персонал и строители.
Особена страница във военната история на острова е нападението от японците на 23 декември 1941 г. едновременно с нападението над Пърл Харбър. Американците се предават и островът е окупиран от Япония.
След Втората световна война на острова е построена нова американска база. Числеността на персонала заедно със семействата достига 1600 души. През август 2006 г. базата е евакуирана поради опасността от приближаването на особено мощен тайфун.
Към 2009 г. на острова е имало около 150 души (общо военни и цивилни изпълнители) обслужващи и поддържащи летищните и комуникационните съоръжения.